# Vue des Alpes
Il Vue des Alpes (letteralmente “Veduta delle Alpi”) è un valico nel Massiccio del Giura che collega il comune di Val-de-Ruz e la città di Neuchâtel alla città di La Chaux-de-Fonds nel Canton Neuchâtel, Svizzera. Il nome indica la vista che si gode dalla sommità del passo, che in caso di bel tempo permette di vedere gran parte della parte nord delle Alpi Occidentali. Il collegamento stradale tra le due località dal 1994 è anche assicurato da un tunnel autostradale.